# Estación Acevedo (Mitre)
Acevedo es una ex estación ferroviaria ubicada en la localidad del mismo nombre en el Partido de Pergamino, Provincia de Buenos Aires, Argentina.

## Servicios
El ramal dejó de transitar en 1961, por lo que actualmente no se presta ningún servicio de carga ni de pasajeros.

## Historia
En el año 1882 fue inaugurada la Estación Acevedo, por parte del Ferrocarril Central Argentino, en el Ramal San Nicolás - Pergamino.
La estación pertenecía al Ferrocarril Mitre; cuando era operado por Ferrocarriles Argentinos pasaban más de 50 trenes da cargas y de larga distancia hacia las provincias de Santa Fe y Córdoba 
La estación fue clausurada en medio del Plan Larkin en  1961 y actualmente no se opera ningún servicio. Tras la clausura ordenada por Frondizi la estación detuvo su actividad y fue ocupada desde entonces por la familia del jefe de estación como vivienda. Sin embargo, se la pudo conservar en forma excelente. Un suceso extraño tuvo lugar el miércoles 3 de julio de 1985 cuando todo el pueblo sintió el paso de una locomotora a vapor por la madrugada. Extrañamente, la vía ya llevaba más de 25 años sin actividad y 8 sin locomotoras a vapor en el ferrocarril Mitre. El día siguiente varios testigos dijeron sentir el supuesto tren que parecía ir hacia estación San  Nicolás ya que el ruido parecía perderse en esa dirección. Se rumoreó el regreso del servicio, con el recelo de los camioneros.